# Аталезский сельсовет
Аталезский сельский Совет — упразднённый сельский Совет на территории Столбцовского района Минской области Республики Беларусь.

## История
Аталезский сельский Совет депутатов образован в 1939 году.
Первым председателем Совета был Бурдейко Демьян Иванович, уроженец деревни Аталезь. Он работал до 1941 года.
Во время оккупации немецко-фашистскими захватчиками в 1941—1944 сельсовет приостанавливал свою работу.
С 1944 по 2006 в сельском Совете работали председателями:
| Фамилия, Имя, Отчество           | Годы работы |
| -------------------------------- | ----------- |
| Витько Евгений Иванович          | 1944—1947   |
| Жук Александр Алексеевич         | 1947—1953   |
| Шарупич Игнатий Андреевич        | 1953—1954   |
| Евсейчик Михаил Игнатьевич       | 1954—1961   |
| Шарупич Владимир Антонович       | 1961—1963   |
| Комаровский Александр Филиппович | 1963—1969   |
| Евсейчик Мария Александровна     | 1969—1977   |
| Ермалкевич Антон Викторович      | 1977—1987   |
| Козловский Анатолий Михайлович   | 1987—2002   |
| Климович Иван Константинович     | 2002—2006   |

В 1955 году произошло укрупнение Аталезского сельсовета за счет объединение с Опечковским сельсоветом с центром в деревне Аталезь.
На территории сельсовета были расположены два колхоза «Радуга» и «Красный партизан».
В 1980 году произошло объединение двух колхозов в один с названием «Красный партизан».
В 2004 году колхоз «Красный партизан» реформирован в СПК «Жёлтый берег».
1 июля 2013 года произошло укрупнение Шашковского сельсовета за счет объединения с Аталезским сельсоветом с центром в аг. Шашки.

## Состав
Аталезский сельсовет включал 9 населённых пунктов:
1. Аталезь — агрогородок.
2. Хутор-Борок — хутор.
3. Жолнерковичи — деревня.
4. Жуков Борок — деревня.
5. Круглица — деревня.
6. Лапки — деревня.
7. Опечки — деревня.
8. Семенчицы — деревня.
9. Туленка — деревня.